# Superphénix
Superphénix (kerncentrale Creys-Malville) was een Franse kweekreactor gekoeld met vloeibaar natrium aan de Rhône te Creys-Malville, gemeente Creys-Mépieu, in het Franse departement Isère in de regio Auvergne-Rhône-Alpes.
In april 1976 liet premier Jacques Chirac de Superphénix bestellen.
In 1984 werd de reactor gevuld met natrium, in 1985 ging de reactor in dienst en op 15 januari 1986 leverde hij stroom aan het net.
Voorvallen:
- Op 8 maart 1987 lekte 20 ton vloeibaar natrium. Op 26 mei 1987 besloot minister van industrie Alain Madelin om de reactor stil te leggen.
- Op 12 januari 1989 besloot premier Michel Rocard tot wederopstart van de reactor.
- Op 29 april 1990 lekte 400 ton natrium.
- Op 8 december 1990 bezweek het dak van de turbinehal onder 80 cm sneeuw.
- Einde 1994 lekte argon uit een warmtewisselaar natrium/natrium.
- Superphénix startte opnieuw in september 1995.
- Sluiting: juni 1997.

Op 19 juni 1997 besloot premier Lionel Jospin om Superphénix te sluiten, onder politieke druk van de groene regeringspartners . De stillegging was in 1998 en de ontmanteling van de kerncentrale zal duren tot 2027.
Het terrein zal in bezit blijven van EDF voor een eventuele toekomstige energiecentrale, omdat de ligging aan de Rhône gunstig is vanwege het koelwater en het reeds aanwezige hoogspanningsnet.
| reactorblok | reactortype | vermogen | begin bouw | inbedrijfname | stillegging |
| ----------- | ----------- | -------- | ---------- | ------------- | ----------- |
| Superphénix | FBR         | 1200 MW  | 1976       | 1986          | 1998        |

## Externe link

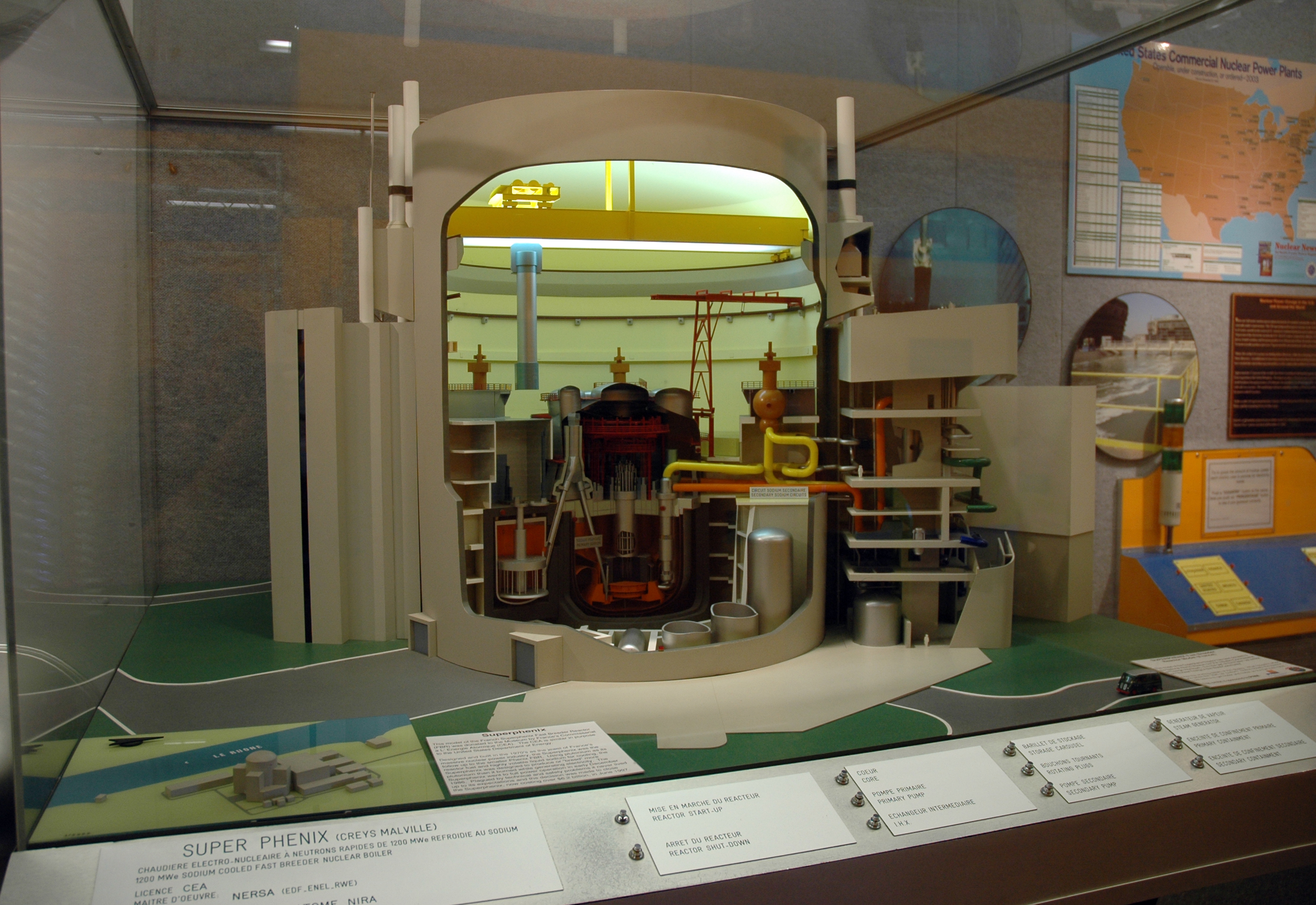
Maquette van de Superphénix